# برندورف
برندورف (به آلمانی: Behrendorf) یک منطقهٔ مسکونی در آلمان است که در وربن (الب) واقع شده‌است. برندورف ۵۰۵ نفر جمعیت دارد.